# Florentine Goswin-Benfer
Florentine Goswin-Benfer (* 2. Mai 1883 in Mollseifen; † 15. März 1968 in Iserlohn) war eine deutsche westfälische Heimatschriftstellerin, die ihre Gedichte auf Wittgensteiner Platt verfasste.
Die Dichterin mit dem ursprünglichen Vornamen Dina wurde am 2. Mai 1883 als Tochter des Mollseifener Landwirts Carl Gustav Benfer und seiner Ehefrau Catharina Elisabeth geb. Hellwig geboren. Sie wuchs in Mollseifen auf. 1899 lernte sie den in Girkhausen tätigen Dorfschullehrer Ernst Otto Goswin kennen, mit dem sie am 20. Oktober 1904 in Langewiese kirchlich getraut wurde. Kurz nach der Heirat zog das Paar, das kinderlos blieb, nach Iserlohn, wo Goswin in seiner Heimatstadt eine neue Stelle als Lehrer antrat.
Florentine Goswin-Benfer war in Iserlohn u. a. als Sozialbetreuerin der Zivilblinden tätig. Bekannt wurde die Mundartdichterin durch ihre literarische Begabung. 1920 wurde Goswin-Benfer ordentliches Mitglied im Deutschen Schriftstellerverband. Aus der Fülle ihrer Arbeiten, die im Laufe der Jahrzehnte veröffentlicht wurden, ist das Gedicht „Hemet, Liewe Hemet“, welches sich auf die wittgensteinische Landschaft bezieht, eines ihrer schönsten Werke. Dieses Gedicht, welches auch vertont wurde, gehört zu den beliebtesten Heimatliedern im Wittgensteiner Land. Ihr Heimatdorf erinnert mit einem Gedenkstein an die beliebte Heimatdichterin.

## Zitate
„Werde zum Bittopfer, Feuer, daß läut're die Flamme /  Und unser Volk von den letzten Schlacken befrei, / Rein soll das Blut sein und zeugen von einem Stamme, / Der wie Granit zum Führer steht in Lieb und Treu..../  Wir stehen am Feuer und schwören in seinem Scheine, /  „Wir leben und sterben für Deutschland“ und das wird ewig so sein.“

„Mit dem Führer vereint in Glauben und Hoffen, / Denn „Deutschland bleibt Deutschland“, wenn alles zerfällt.“

## Werke
- Hemet bleiwet Hemet. Gedichte in hochdeutscher Sprache und in Wittgensteiner Mundart. Verlag Ernst Schmidt, Laasphe 1938.
- Kathrinche, kumm met mer! Wittgensteiner Lieder und Tänze, Volks- und Kinderreime. Unterstützt von Westfälischer Heimatbund Münster und vom Kreis Wittgenstein. Wichelhoven, Iserlohn 1941, mit R. Zündorf
- Mariehanne und Friedhelm Trapp Hg.: Florentine Goswin-Benfer, Gesammelte Werke. Mollseifen, Kassel 2006

## Unselbständige Veröffentlichungen
- Karl-Rolf Lückel: Mollseifen ehrt Wittgensteiner Heimatdichterin Florentine Goswin-Benfer, in: "Wittgenstein. Blätter des Wittgensteiner Heimatvereins e.V." Jg. 89 (2001), Band 65, S. 82–83.
- Ulf Lückel, Friedrich Opes: Florentine Goswin-Benfer starb vor 50 Jahren – ein Rückblick, in: "Wittgenstein. Blätter des Wittgensteiner Heimatvereins e.V., Jg. 106, (2018), Bd. 82, H. 2, S. 54–59.

## Handschriftliches
- WLA Hagen (Teilnachlass)